# Callialaria curvicaulis
Callialaria curvicaulis là một loài Rêu trong họ Amblystegiaceae. Loài này được (Jur.) Ochyra mô tả khoa học đầu tiên năm 1989.